# Erika Mann
Erika Julia Hedwig Mann (Múnich, 9 de noviembre de 1905-Zúrich, 27 de agosto de 1969) fue una escritora y actriz alemana, hija mayor del novelista Thomas Mann y de Katharina Hedwig Pringsheim. 
Erika vivió una vida bohemia en Berlín y se convirtió en una crítica del nacionalsocialismo. Después de que Hitler llegó al poder en 1933, se mudó a Suiza y se casó con el poeta WH Auden, únicamente para obtener un pasaporte británico y así evitar convertirse en apátrida cuando los alemanes cancelaran su ciudadanía. Continuó atacando al nazismo, más notablemente con su libro de 1938 Escuela para bárbaros, una crítica del sistema educativo nazi. 
Durante la Segunda Guerra Mundial, Mann trabajó para la BBC y se convirtió en corresponsal de guerra asignado a las fuerzas aliadas después del Día D. Asistió a los juicios de Núremberg antes de mudarse a Estados Unidos para apoyar a sus padres exiliados. Sus críticas a la política exterior estadounidense llevaron a que se considerara su deportación. Después de que sus padres se mudaran a Suiza en 1952, ella también se estableció allí. Escribió una biografía de su padre y murió en Zúrich en 1969. 
En 2001 se estrenó un documental, con partes dramatizadas, sobre su vida y la de su hermano, Die Erika und Klaus Mann Story, dirigido por Wieland Speck y Andrea Weiss.

## Biografía
Erika Mann nació en Múnich, hija primogénita del escritor alemán y más tarde ganador del Premio Nobel Thomas Mann y su esposa, Katia (de soltera Pringsheim), hija de una familia intelectual alemana de ascendencia judía.  Por ser nieta de Júlia da Silva Bruhns, también era de ascendencia parcial portuguesa-indígena brasileña. Recibió su nombre en honor al hermano de Katia Mann, Erik, quien falleció prematuramente, y a la hermana de Thomas Mann, y su bisabuela Hedwig Dohm. Fue bautizada como protestante, tal como lo había sido su madre. Thomas Mann expresó en una carta a su hermano Heinrich Mann su decepción por el nacimiento de su primer hijo: 
Es una niña; una decepción para mí, como quiero admitir entre nosotros, porque yo había deseado mucho un hijo y no dejará de hacerlo. [...] Siento que un hijo está mucho más lleno de poesía [poesievoller], más que una secuela y reinicio para mí en nuevas circunstancias.
Sin embargo, más tarde confesó con franqueza en las notas de su diario que «de los seis, prefería a los dos mayores [Erika y Klaus ] y a la pequeña Elisabeth con una extraña decisión».
En Erika tenía una confianza particular, que más tarde se manifestó en que ella ejerció una gran influencia en las decisiones importantes de su padre. Su particular papel también lo conocían sus hermanos, como recordaba su hermano Golo Mann: "La pequeña Erika tiene que echar sal a la sopa". Esta referencia a Erika, de doce años, del año 1917 era una frase utilizada a menudo en la familia Mann. 
Después del nacimiento de Erika nació su hermano Klaus, con quien mantuvo una estrecha relación personal durante toda su vida. Eran como gemelos y Klaus describió así su cercanía: «nuestra solidaridad era absoluta y sin reservas». Al final, nacieron cuatro niños más: Golo, Monika, Elisabeth y Michael. Los niños crecieron en Múnich. Por parte materna, la familia pertenecía a la influyente clase alta urbana y su padre provenía de una familia de comerciantes de Lübeck y ya había publicado la exitosa novela Buddenbrooks en 1901. La casa de Mann era un lugar de encuentro para intelectuales y artistas y Erika fue contratada para su primer compromiso teatral antes de terminar su Abitur en el Deutsches Theater de Berlín. 

## Educación y primeros trabajos teatrales
En 1914, la familia Mann adquirió una villa en el número 1 de Poschingerstraße, en Bogenhausen, que en la familia se conocería como «Poschi». De 1912 a 1914, Erika Mann asistió a una escuela privada con su hermano, inscribiéndose durante un año en la Bogenhausener Volksschule, y de 1915 a 1920 asistió a la Höhere Mädchenschule am St. Annaplatz. En mayo de 1921 se trasladó al Luisengymnasium de Múnich. Junto con su hermano Klaus, se hizo amiga de los niños del barrio, entre ellos las hijas de Bruno Walter, Gretel y Lotte Walter, así como de Ricki Hallgarten, hijo de una familia intelectual judía . 
Erika Mann fundó un ambicioso grupo de teatro, el Laienbund Deutscher Mimiker. Mientras aún era estudiante en el Luisengymnasium de Múnich, Max Reinhardt la contrató para actuar por primera vez en el escenario del Deutsches Theater de Berlín. Las travesuras parcialmente traviesas que realizaba en la llamada "Herzogpark-Bande" ("pandilla de Herzogpark") con Klaus y sus amigos llevaron a sus padres a enviarlos a ella y a Klaus a una escuela residencial progresista, la Bergschule Hochwaldhausen, ubicada en Vogelsberg en Oberhessen. Este período de formación de Erika Mann duró desde abril hasta julio de 1922; después regresó al Luisengymnasium. En 1924 aprobó el Abitur, aunque con malas notas, y comenzó sus estudios teatrales en Berlín, que fueron nuevamente interrumpidos debido a sus numerosos compromisos en Hamburgo, Múnich, Berlín y otros lugares. 

### Décadas de 1920 y 1930
En 1924, Erika Mann comenzó sus estudios de teatro en Berlín y actuó allí y en Bremen . En 1925 actuó en el estreno de la obra de su hermano Klaus Anja und Esther. La obra, sobre un grupo de cuatro amigos que estaban enamorados unos de otros, se estrenó en octubre de 1925 con considerable publicidad. En 1924, el actor homosexual Gustaf Gründgens se había ofrecido a dirigir la producción e interpretar uno de los papeles principales masculinos, junto a Klaus, con Erika y Pamela Wedekind como protagonistas femeninas. Durante el año que trabajaron juntos en la obra, Klaus estuvo comprometido con Wedekind y Erika con Gründgens. Erika y Pamela también mantuvieron una relación juntas, al igual que, durante un tiempo, Klaus y Gustaf. Para su luna de miel, en julio de 1926, Erika y Gründgens se alojaron en un hotel que Erika y Wedekind habían usado como pareja poco antes, y en la que Wedekind se había registrado vestida de hombre. El matrimonio de Erika con Gründgens duró poco y pronto vivieron separados antes de divorciarse en 1929. 
En 1936, su hermano Klaus escribió el libro Mefisto, cuyo personaje principal estaba vagamente basado en Gründgens, se hacía pasar por un hombre que vendió su alma al diablo (los nazis). El libro, que provocó una demanda por parte del sobrino de Gründgens en la década de 1960, fue llevado al cine en una película con el mismo nombre en 1981, protagonizada por Klaus Maria Brandauer. 
Erika Mann posteriormente mantendría relaciones con Therese Giehse, Annemarie Schwarzenbach y Betty Knox, con quien trabajó como corresponsal de guerra durante la Segunda Guerra Mundial.
En 1927, Erika y Klaus emprendieron un viaje alrededor del mundo, que documentaron en su libro Rundherum; Das Abenteuer einer Weltreise. Al año siguiente se dedicó al periodismo y a la política. Participó como actriz en la película de 1931 sobre el lesbianismo, Mädchen in Uniform, dirigida por Leontine Sagan, pero abandonó la producción antes de su finalización. En 1932 publicó Stoffel fliegt übers Meer, el primero de siete libros para niños. 
En 1932, Erika Mann fue denunciada por los Camisas Pardas después de que leyera un poema pacifista en una reunión contra la guerra. La despidieron de un papel actoral después de que el teatro en cuestión fuera amenazado con un boicot por los nazis. Mann demandó con éxito tanto al teatro como a un periódico dirigido por los nazis. También en 1932, Mann tuvo un papel, junto a Therese Giehse, en la película Peter Voss, ladrón de millones. 
En enero de 1933, Erika, Klaus y Therese Giehse fundaron un cabaret en Múnich llamado Die Pfeffermühle, para el cual Erika escribió la mayor parte del material, gran parte del cual era antifascista. El cabaret duró dos meses antes de que los nazis lo obligaran a cerrar y Mann abandonara Alemania. Ella fue el último miembro de la familia Mann en abandonar Alemania después de la elección del régimen nazi. Salvó muchos de los documentos de Thomas Mann de su casa de Múnich cuando escapó a Zúrich. En 1936, Die Pfeffermühle abrió sus puertas de nuevo en Zúrich y se convirtió en un punto de encuentro para los exiliados alemanes. 
En 1935, se hizo evidente que los nazis tenían la intención de despojar a Mann de su ciudadanía alemana; su tío, Heinrich Mann, fue la primera persona a la que se le quitó la ciudadanía alemana cuando los nazis asumieron el poder. Ella le preguntó a Christopher Isherwood si se casaría con ella para que pudiera convertirse en ciudadana británica. Él se negó, pero le sugirió que se acercara al poeta gay WH Auden, quien aceptó de inmediato un matrimonio de conveniencia en 1935. Mann y Auden nunca vivieron juntos, pero mantuvieron una buena relación durante toda su vida y todavía estaban casados cuando Mann murió; ella le dejó un pequeño legado en su testamento.  En 1936, Auden presentó a Therese Giehse, amante de Mann, al escritor John Hampson y también se casaron para que Giehse pudiera abandonar Alemania. En 1937, Mann se trasladó a Nueva York, donde Die Pfeffermühle (como The Peppermill ) abrió de nuevo sus puertas. Allí vivió Erika Mann con Therese Giehse, su hermano Klaus y Annemarie Schwarzenbach, en medio de un gran grupo de artistas en el exilio que incluía a Kurt Weill, Ernst Toller y Sonia Sekula. 
En 1938, Mann y Klaus informaron sobre la guerra civil española y se publicó su libro Escuela de Bárbaros, una crítica al sistema educativo de la Alemania nazi. Al año siguiente publicaron Escape to Life, un libro sobre famosos exiliados alemanes. 

## Segunda Guerra Mundial
Durante la Segunda Guerra Mundial, Mann trabajó como periodista en Londres, realizando transmisiones de radio, en alemán, para la BBC durante el Blitz y la batalla de Gran Bretaña. Después del Día D, se convirtió en corresponsal de guerra de las fuerzas aliadas que avanzaban por Europa. Informó desde recientes campos de batalla en Francia, Bélgica y los Países Bajos. Entró en Alemania en junio de 1945 y estuvo entre el primer personal aliado en entrar en Aquisgrán. 
Tan pronto como fue posible viajó a Múnich para solicitar la devolución de la vivienda familiar de Mann. Cuando llegó a Berlín el 3 de julio de 1945, Mann quedó conmocionada por el nivel de destrucción y describió la ciudad como "un mar de devastación, sin orillas e infinito". Ella estaba igualmente enojada por la total falta de culpa demostrada por algunos de los civiles y funcionarios alemanes que conoció. Durante este período, además de vestir un uniforme estadounidense, Mann adoptó un acento angloamericano. 
Mann asistió al juicio de Núremberg todos los días desde la sesión inaugural, el 20 de noviembre de 1945, hasta que el tribunal suspendió sus sesiones un mes después por Navidad. Estuvo presente el 26 de noviembre, cuando se proyectó en la sala del tribunal la primera prueba cinematográfica de un campo de exterminio. Entrevistó a los abogados defensores y ridiculizó sus argumentos en sus informes y dejó claro que pensaba que el tribunal estaba tolerando el comportamiento de los acusados, en particular el de Hermann Göring.
Cuando el tribunal suspendió la sesión por Navidad, Mann fue a Zúrich para pasar tiempo con su hermano, Betty Knox y Therese Giehse. La salud de Mann era mala y el 1 de enero de 1946 se desplomó y fue hospitalizada. Finalmente le diagnosticaron pleuresía . Después de un período de recuperación en un balneario de Arosa, Mann regresó a Núremberg en marzo de 1946 para seguir cubriendo el juicio por crímenes de guerra. En mayo de 1946, Mann abandonó Alemania para ir a California a ayudar a cuidar a su padre, que estaba recibiendo tratamiento por cáncer de pulmón.

## Vida posterior
Desde Estados Unidos, Mann continuó comentando y escribiendo sobre la situación en Alemania. Consideró un escándalo que Göring hubiera logrado suicidarse y estaba furiosa por el lento ritmo del proceso de desnazificación. En particular, Mann se opuso a lo que ella consideraba un trato indulgente hacia figuras culturales, como el director de orquesta Wilhelm Furtwängler, que había permanecido en Alemania durante todo el período nazi.

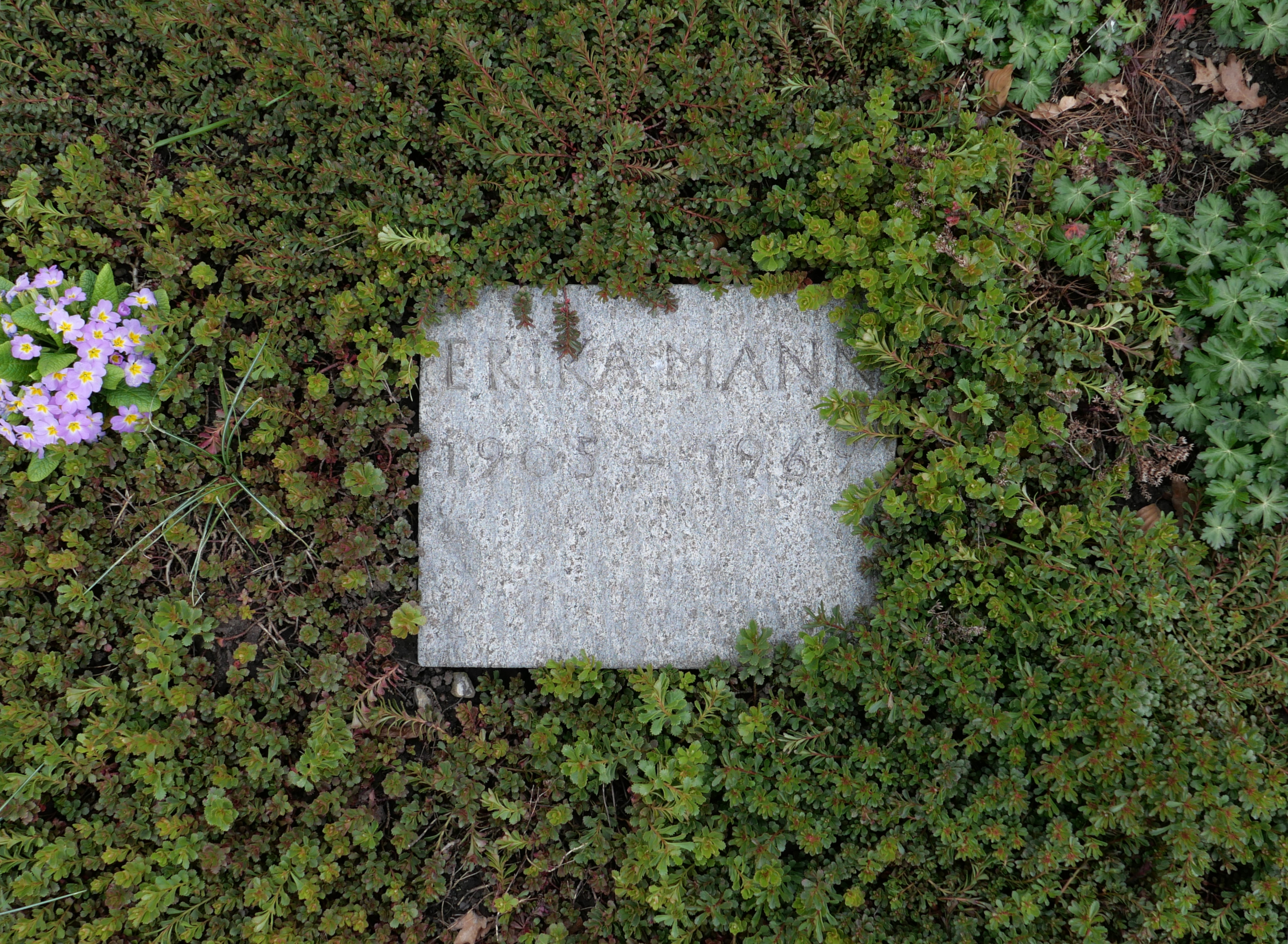
La tumba de Erika Mann en la tumba familiar del cementerio de Kilchberg.

Sus opiniones sobre Rusia y sobre el puente aéreo de Berlín hicieron que en Estados Unidos la tildaran de comunista. Tanto Klaus como Erika fueron objeto de una investigación del FBI debido a sus opiniones políticas y rumores de homosexualidad . En 1949, cada vez más deprimido y desilusionado por la ocupación alemana de la posguerra, Klaus Mann se suicidó. Este acontecimiento devastó y enfureció a Erika Mann. En 1952, debido al miedo rojo anticomunista y las numerosas acusaciones del Comité de Actividades Antiamericanas de la Cámara de Representantes, la familia Mann abandonó los EE. UU. y ella regresó a Suiza con sus padres. Había comenzado a ayudar a su padre con sus escritos y se había convertido en una de sus confidentes más cercanas. Tras la muerte de su padre y de su hermano Klaus, Erika Mann se hizo responsable de sus obras. 
Mann murió en Zúrich el 27 de agosto de 1969 a causa de un tumor cerebral y está enterrada en Friedhof Kilchberg en Zúrich, donde también están las tumbas de sus padres.  Ella tenía 63 años. 

## Obras
- All the Way Round: A Light-hearted Travel Book (with Klaus Mann, 1929)
- The Book of the Riviera: Things You Won't Find in Baedekers (with Klaus Mann, 1931)
- School for Barbarians: Education Under the Nazis (1938)
- Escape to Life (1939)
- The Lights go Down (1940)
- The Other Germany (with Klaus Mann, 1940)
- A Gang of Ten (1942)
- The Last Year of Thomas Mann. A Revealing Memoir by His Daughter, Erika Mann (1958)

## Películas sobre su vida y familia
- Escape to Life – The Erika and Klaus Mann Story, de Andrea Weiss y Wieland Speck, 2000
- Die Manns – Ein Jahrhundertroman. Heinrich Breloer y Horst Königstein, 2001

## Literatura sobre Erika Mann
- Zehn jagen Mr. X. Kinderbuch Verlag GmbH, Berlin 1990, ISBN 3-358-01562-9

- Zehn Millionen Kinder. Die Erziehung der Jugend im Dritten Reich. Rowohlt, Reinbek 1997, ISBN 3-499-22169-1

- Mein Vater, der Zauberer. Rowohlt, Reinbek 1998, ISBN 3-499-22282-5

- Briefe und Antworten, Anna Zanco-Prestel. Neuausgabe Rowohlt, Reinbek 1998, ISBN 3-498-04420-6

- Blitze überm Ozean, Aufsätze, Reden, Reportagen. Rowohlt, Reinbek 2001, ISBN 3-499-23107-7

- Stoffel fliegt übers Meer. Mit Bildern von Richard Hallgarten, Nachwort von Dirk Heißerer. Rowohlt, Reinbek 2005, ISBN 3-499-21331-1

- Jan's Wunderhündchen. Ein Kinderstück in sieben Bildern Thomas-Mann-Schriftenreihe, Fundstücke 1. peniope – Anja Gärtig Verlag 2005, ISBN 3-936609-20-9

- Ausgerechnet Ich. Ein Lesebuch. Rowohlt, Reinbek 2005, ISBN 3-499-24158-7

- Das letzte Jahr. Bericht über meinen Vater. Neuausgabe Fischer, Frankfurt/Main 2005, ISBN 3-596-16637-3

- Wenn die Lichter ausgehen. Geschichten aus dem Dritten Reich. Rowohlt, Reinbek 2006, ISBN 3-499-24413-6

- Rundherum. Abenteuer einer Weltreise. Rowohlt, Reinbek 1996, ISBN 3-499-13931-6

- Escape to Life. Deutsche Literatur im Exil, Essays. Rowohlt, Reinbek 1996, ISBN 3-499-13992-8

- Das Buch von der Riviera. Was nicht im Baedeker steht. Rowohlt, Reinbek 2003, ISBN 3-499-23667-2